# Garrett Hedlund
Garrett John Hedlund (Roseau, Minnesota, Verenigde Staten, 3 september 1984) is een Amerikaans acteur die het bekendst is door de film Tron Legacy, waarin hij de rol van Sam Flyn speelt, en door zijn rol als Patroclus in de film Troy, geregisseerd door Wolfgang Petersen en als Murtagh in de film Eragon.

## Biografie
Garrett John Hedlund werd op 3 september 1984 geboren in Roseau, Minnesota, als jongste zoon van Robert Martin Hedlund en Kristine Anne Yanish. Hij heeft een oudere broer, Nathaniel, en een oudere zus, Amanda. Hij groeide op een boerderij op. Hij heeft in Scottsdale, Arizona, acteerlessen gevolgd. Op 19-jarige leeftijd vertrok hij naar Los Angeles waar hij op een auditie voor de film Troy geselecteerd werd. De film Troy was het begin van zijn carrière. Voor deze rol kreeg hij een nominatie voor de Choice Breakout Movie Star - Male award op de Teen Choice Awards 2004.
Voor hij bekend werd als acteur heeft hij modellenwerk gedaan voor L.L. Bean en Teen Magazine.
Na het succes van Troy was Hedlund te zien in Friday Night Lights samen met Tim McGraw die hij in zijn jeugd als voorbeeld zag. Hij heeft ook de rol van Jack Mercer gespeeld in de film Four Brothers met Mark Wahlberg, Tyrese Gibson en André Benjamin (André 3000).
In Eragon, een film uit 2006 die een verfilming is van het gelijknamige boek van Christopher Paolini, speelt hij de rol van Murtagh. Hij is ook te zien in Georgia Rule samen met actrices Lindsay Lohan en Felicity Huffman. Deze film ging op 11 mei 2007 in de Verenigde Staten in première. Hij speelt ook in Death Sentence, een film uit 2007.

## Privé
Garrett heeft een zoon met zijn ex-partner, actrice Emma Roberts.